# Q 인자

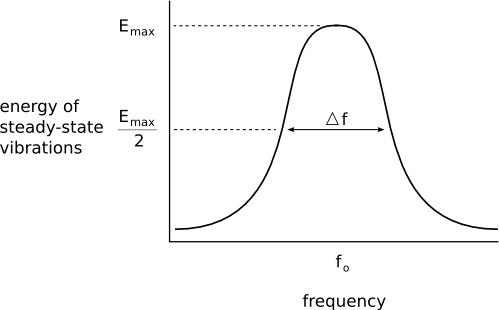
제동된 진동자(damped oscillator)의 대역폭, 이 에너지-주파수 그래프에 표현되어 있다. 제동된 진동자 또는 필터의 인자는 이다. Q 값이 높으면, 피크가 좁고 '날카로워'진다.

물리학과 공학에서 품질 인자(Quality factor) 또는 Q 인자(Q factor)는 차원이 없는 매개변수로서, 저감쇠된 진동자나 공진기(resonator)가 어떠한지를 나타내거나, 중심주파수에 따른 공진기의 대역폭을 결정한다.
중심 진동수 {\displaystyle f_{0}}에 대해 진폭이 1/e만큼 떨어지는 {\displaystyle \Delta f}일 때 Q인자는
{\displaystyle Q=f_{0}/\Delta f}
이다.
높은 Q 값은 진동자에 저장된 에너지에 비하여 에너지 손실이 적다는 것을 나타내며, 이 경우 진동은 천천히 줄어든다. 고품질의 베어링에 메달리고 공기 중에서 진동하는 진자는 높은 Q 값을 가지는 반면, 기름 속에 담겨진 진자는 낮은 Q 값을 가진다. 높은 Q 값의 진동자는 제동이 작고, 더 오래 진동할 수 있다.

## 같이 보기
- 감쇠
- 유전정접

## 참고
1. ↑  James H. Harlow (2004). 《Electric power transformer engineering》. CRC Press. 2–216쪽. ISBN 9780849317040.
2. ↑  Michael H. Tooley (2006). 《Electronic circuits: fundamentals and applications》. Newnes. 77–78쪽. ISBN 9780750669238.